# Chabib Nurmagomiedow
Chabib Abdułmanapowicz Nurmagomiedow (ros. Хабиб Абдулманапович Нурмагомедов, awarski ГӀабдулманапил ХӀабиб НурмухӀамадов, Ḣabdulmanapil Ħabib Nurmuħamadov; ur. 20 września 1988 w Sildi) – rosyjski zawodnik mieszanych sztuk walk pochodzenia awarskiego, dwukrotny mistrz świata w sambo bojowym z 2010 roku oraz były mistrz UFC w wadze lekkiej. 24 października 2020 roku zakończył swoją karierę zawodową w MMA.

## Życiorys
Nurmagomiedow jest Awarem – członkiem najliczniejszego narodu zamieszkującego Republikę Dagestanu. Już od dziecka miał styczność ze sportem, pod okiem ojca Abdułmanapa (mającego czarny pas w judo) trenował popularne w kaukaskich republikach zapasy, lecz bez sukcesów. Po 5 latach postanowił tak jak jego ojciec uprawiać judo. Następnie startował w sambo bojowym, w której to dyscyplinie zdobył m.in. dwukrotnie tytuł mistrza świata oraz wielokrotnie zwyciężał w krajowych zawodach. Ma brata Abubakara Nurmagomiedowa, który również jest zawodnikiem MMA.

## Kariera MMA

### Wczesna kariera
W wieku 19 lat Nurmagomiedow zadebiutował w MMA na zawodach organizowanych w Połtawie, wygrywając z Azerem Wiusałem Bajramowem przez poddanie. Miesiąc później zwyciężył w turnieju Pankration Atrium w Moskwie, pokonując jednego wieczora trzech rywali.
W sierpniu 2009 w swoim rodzinnym Dagestanie, w Agwali wygrał miniturniej, gdzie pokonał dwóch rywali, obu przez techniczny nokaut.

### M-1 Global / ProFC
W listopadzie 2009 wygrał pojedynek na M-1 Selection z Szachbułatem Szamchałajewem (dźwignia na rękę tzw. kimura).
W latach 2010–2011 walczył w dwóch czołowych rosyjskich organizacjach MMA – M-1 Global i ProFC. W tej drugiej stoczył sześć walk w 2011, wszystkie wygrane i wszystkie przed czasem.

### UFC
Miesiąc po ostatniej walce dla ProFC, która miała miejsce w październiku 2011, w mediach ukazała się informacja o podpisaniu kontraktu przez Nurmagomiedowa z największą organizacją promującą MMA na świecie, czyli Ultimate Fighting Championship (UFC). Niepokonany w 16 zawodowych walkach, na początku 2012, w debiucie w UFC zmierzył się z byłym zawodnikiem WEC Irańczykiem Kamalem Shalorusem. Nurmagomiedow zwyciężył w ostatniej rundzie pojedynku, zmuszając rywala do poddania.
W dwóch kolejnych pojedynkach w UFC pokonywał doświadczonych Brazylijczyków – Gleisona Tibau i Thiago Tavaresa, tego drugiego przez ciężki nokaut na początku 1. rundy.
W maju 2013 wygrał z Abelem Trujillo na punkty, ustalając przy tym rekord udanych sprowadzeń do parteru w ciągu jednego pojedynku do 21 (na 27 prób) w UFC. Otrzymał również karę finansową, musiał oddać 20% swojej wypłaty rywalowi z powodu przekroczenia ustalonej wagi na oficjalnym ważeniu.
We wrześniu tego samego roku zdominował Amerykanina Pata Healego w 15-minutowym pojedynku.

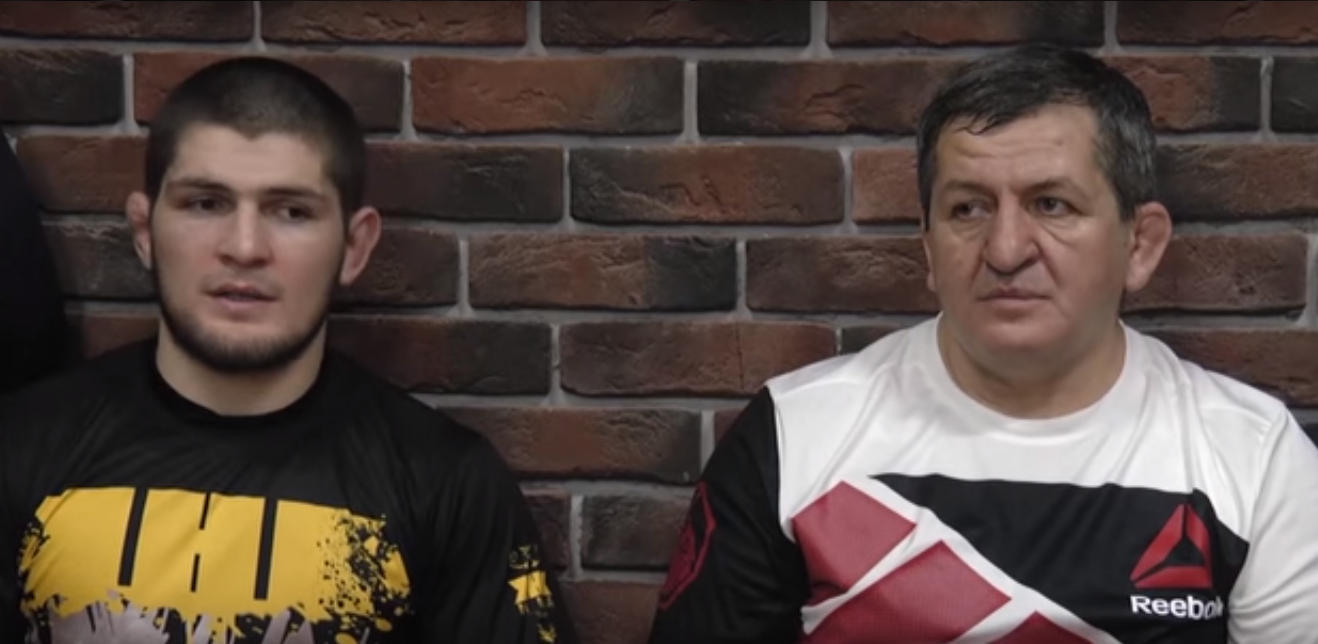
Nurmagomiedow ze swoim ojcem – Abdulmanapem Nurmagomiedowem w 2016

19 kwietnia 2014 odniósł największe zwycięstwo w dotychczasowej karierze, pewnie pokonując na punkty Brazylijczyka Rafaela dos Anjosa. Zwycięstwo to sprawiło, że Dana White zapowiedział, iż Nurmagomiedow dostanie szansę walki o pas mistrzowski. Walkę o tytuł uniemożliwiły mu jednak kontuzje i problemy ze zbijaniem wagi, które wyeliminowały go z zaplanowanych walk z innymi pretendentami – Donaldem Cerrone oraz Tonym Fergusonem.
Ostatecznie Nurmagomiedow powrócił do oktagonu 16 kwietnia 2016 roku, gdy znokautował Darrella Horchera.
W kolejnych pojedynkach pewnie pokonał czołowych zawodników swojej kategorii wagowej – Michaela Johnsona na gali UFC 205 oraz Edsona Barbozę na gali UFC 219. Obu zdominował zapaśniczo, pierwszego zmuszając do poddania w trzeciej rundzie, a drugiego wysoko wypunktowując (30-25, 30-25, 30-24).

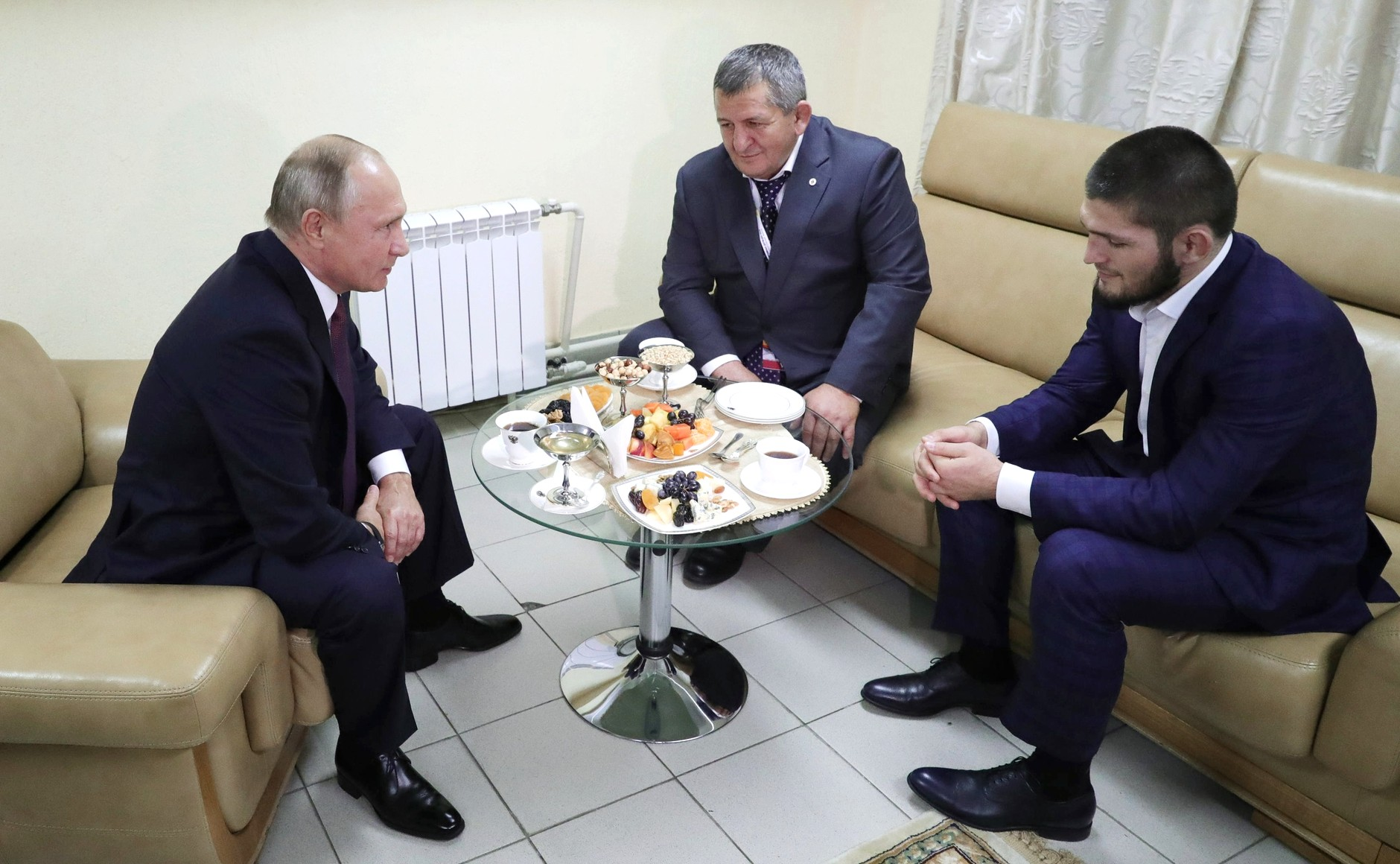
Nurmagomiedow ze swoim ojcem na spotkaniu z prezydentem Rosji – Władimirem Putinem po zwycięstwie nad McGregorem

Seria zwycięstw sprawiła, iż Dagestańczyk stał się jednym z głównych pretendentów do mistrzostwa UFC w wadze lekkiej, które dzierżył ówcześnie Conor McGregor. Irlandczyk zwlekał jednak tak długo z przystąpieniem do obrony pasa, że UFC podjęło decyzję o pozbawieniu go mistrzostwa. Nowego mistrza miała wyłonić 7 kwietnia 2018, podczas UFC 223, walka pomiędzy Nurmagomiedowem a tymczasowym mistrzem Tonym Fergusonem. Amerykanin na pięć dni przed galą doznał jednak kontuzji. Ogłoszono, iż zastąpi go mistrz wagi piórkowej Max Holloway. I do tej walki również jednak nie doszło, gdyż Holloway w przeddzień pojedynku nie został do niego dopuszczony przez stanową komisję sportową z powodów medycznych. Po kilku godzinach nowym rywalem Nurmagomiedowa został ogłoszony Anthony Pettis, jednak również i on ostatecznie wycofał się z rywalizacji. UFC było zmuszone zorganizować więc w trybie natychmiastowym kolejne już zastępstwo, tym razem w osobie znacznie niżej notowanego w rankingach Ala Iaquinty. Ostatecznie Nurmagomiedow pokonał Iaquintę jednogłośnie na punkty, zdobywając mistrzostwo UFC w wadze lekkiej. Nurmagomiedow został tym samym pierwszym zawodnikiem z Rosji, który zdobył mistrzostwo tej organizacji (nie licząc Olega Taktarowa, mistrza turniejowego z 1995 roku, kiedy to nie istniał jeszcze podział na poszczególne kategorie wagowe).
6 października 2018 w Las Vegas na gali UFC 229 Nurmagomiedow w swojej pierwszej obronie tytułu zmierzył się z Conorem McGregorem, którego pokonał w czwartej rundzie przez poddanie. Według szacunków gala ta pobiła rekord UFC pod względem liczby sprzedaży subskrypcji pay-per-view, będąc pierwszą w historii, która przekroczyła próg 2 milionów nabywców.
Po gali UFC 254 i wygranej walce z Justinem Geathje ogłosił zakończenie sportowej kariery. 19 marca 2021 roku prezydent organizacji UFC – Dana White poinformował, że odbył kolejną rozmowę z Rosjaninem po której zwakował on pas mistrzowski w wadze lekkiej.

## Osiągnięcia

### Mieszane sztuki walki
- 2008: Pancration Atrium Cup – 1. miejsce
- 2009: Tsumada Fighting Championship 3 – 1. miejsce
- 2018-2021: mistrz UFC w wadze lekkiej

### Sambo
- 2007: Mistrzostwa Dagestanu w sambo bojowym – 3. miejsce w kat. 68 kg[22]
- 2008: Mistrzostwa Rosji w sambo bojowym – 2. miejsce w kat. 68 kg[23]
- 2009: Mistrzostwa Rosji w sambo bojowym – 1. miejsce w kat. 74 kg[24]
- 2010: XV Mistrzostwa Świata w sambo bojowym – 1. miejsce w kat. 74 kg[25]
- 2010: Puchar Świata w sambo bojowym – 2. miejsce w kat. 82 kg[26]
- 2010: XVI Mistrzostwa Świata w sambo bojowym – 1. miejsce w kat. 82 kg[27]

### Grappling
- 2012: Mistrzostwa Świata NAGA w Grapplingu – 1. miejsce w wadze półśredniej, no gi[28]
- 2012: Mistrzostwa Świata NAGA w Grapplingu – 1. miejsce w wadze półśredniej, no gi, zasady ADCC

## Lista zawodowych walk w MMA
| Wynik   | Bilans | Przeciwnik (bilans przed walką) | Rozstrzygnięcie                                 | Runda | Czas | Rozgrywki                                        | Data       | Miejsce          | Uwagi                                                                                           |
| ------- | ------ | ------------------------------- | ----------------------------------------------- | ----- | ---- | ------------------------------------------------ | ---------- | ---------------- | ----------------------------------------------------------------------------------------------- |
| Wygrana | 29-0   | Justin Gaethje (22-2)           | Techniczne poddanie (duszenie trójkątne nogami) | 2     | 1:34 | UFC 254                                          | 24.10.2020 | Abu Zabi         | Obronił i zunifikował pas mistrzowski UFC w wadze lekkiej. Bonus za występ wieczoru. Main Event |
| Wygrana | 28-0   | Dustin Poirier (25-5)           | Poddanie (duszenie zza pleców)                  | 3     | 2:06 | UFC 242                                          | 07.09.2019 | Abu Zabi         | Obronił i zunifikował pas mistrzowski UFC w wadze lekkiej. Bonus za występ wieczoru. Main Event |
| Wygrana | 27-0   | Conor McGregor (21-3)           | Poddanie (naciskówka na szczękę)                | 4     | 3:03 | UFC 229                                          | 06.10.2018 | Las Vegas        | Obronił pas mistrza UFC w wadze lekkiej. Main Event                                             |
| Wygrana | 26-0   | Al Iaquinta (13-3-1)            | Decyzja (jednogłośna)                           | 5     | 5:00 | UFC 223                                          | 07.04.2018 | Nowy Jork        | Zdobył pas mistrza UFC w wadze lekkiej. Main Event                                              |
| Wygrana | 25-0   | Edson Barboza (19-4)            | Decyzja (jednogłośna)                           | 3     | 5:00 | UFC 219                                          | 30.12.2017 | Las Vegas        | Bonus za występ wieczoru. Co-Main Event                                                         |
| Wygrana | 24-0   | Michael Johnson (17-10)         | Poddanie (kimura)                               | 3     | 2:31 | UFC 205                                          | 12.11.2016 | Nowy Jork        |                                                                                                 |
| Wygrana | 23-0   | Darrell Horcher (12-1)          | TKO (uderzenia w parterze)                      | 2     | 3:38 | UFC on Fox – Teixeira vs Evans                   | 16.04.2016 | Tampa            |                                                                                                 |
| Wygrana | 22-0   | Rafael dos Anjos (20-6)         | Decyzja (jednogłośna)                           | 3     | 5:00 | UFC on Fox – Werdum vs. Browne                   | 19.04.2014 | Orlando          |                                                                                                 |
| Wygrana | 21-0   | Pat Healy (20-6)                | Decyzja (jednogłośna)                           | 3     | 5:00 | UFC 165                                          | 21.09.2013 | Toronto          |                                                                                                 |
| Wygrana | 20-0   | Abel Trujillo (10-4)            | Decyzja (jednogłośna)                           | 3     | 5:00 | UFC 160                                          | 25.03.2013 | Las Vegas        |                                                                                                 |
| Wygrana | 19-0   | Thiago Tavares (17-4-1)         | KO (ciosy pięściami i łokciami)                 | 1     | 1:55 | UFC on FX – Belfort vs. Bisping                  | 19.01.2013 | São Paulo        |                                                                                                 |
| Wygrana | 18-0   | Gleison Tibau (26-7)            | Decyzja (jednogłośna)                           | 3     | 5:00 | UFC 148                                          | 07.06.2012 | Las Vegas        |                                                                                                 |
| Wygrana | 17-0   | Kamal Szalorus (7-1-2)          | Poddanie (duszenie zza pleców)                  | 3     | 2:08 | UFC on FX – Guillard vs. Miller                  | 20.01.2012 | Nashville        | Debiut w UFC. Powrót do wagi lekkiej                                                            |
| Wygrana | 16-0   | Arymarcel Santos (28-22)        | TKO (ciosy pięściami)                           | 1     | 3:33 | ProFC 36 – Battle on the Caucas                  | 22.10.2011 | Chasawjurt       |                                                                                                 |
| Wygrana | 15-0   | Wadim Sanduliski (0-0)          | Poddanie (duszenie trójkątne)                   | 1     | 3:01 | ProFC / GM Fight – Ukraine Cup 3                 | 15.09.2011 | Odessa           |                                                                                                 |
| Wygrana | 14-0   | Chamiz Mamiedow (5-2)           | Poddanie (duszenie trójkątne)                   | 1     | 3:15 | ProFC 30 – Battle on Don                         | 05.08.2011 | Rostów nad Donem |                                                                                                 |
| Wygrana | 13-0   | Kadżik Abadżian (1-1)           | Poddanie (duszenie trójkątne)                   | 1     | 4:28 | ProFC – Union Nation Cup Final                   | 02.07.2011 | Rostów nad Donem |                                                                                                 |
| Wygrana | 12-0   | Aszot Szahinian (0-2)           | KO (cios pięścią)                               | 1     | 2:18 | ProFC – Union Nation Cup 15                      | 05.05.2011 | Rostów nad Donem |                                                                                                 |
| Wygrana | 11-0   | Said Chalilow (13-9)            | Poddanie (kimura)                               | 1     | 3:16 | ProFC – Union Nation Cup 14                      | 09.08.2011 | Rostów nad Donem |                                                                                                 |
| Wygrana | 10-0   | Ołeksandr Ahafonow (4-2)        | TKO (przerwanie przez narożnik)                 | 2     | 5:00 | M-1 Selection Ukraine 2010 – Finały              | 17.02.2011 | Kijów            |                                                                                                 |
| Wygrana | 9-0    | Wital Astrouski (5-50)          | Poddanie (duszenie przedramieniem)              | 1     | 4:06 | M-1 Selection Ukraine 2010 – Clash of the Titans | 18.09.2010 | Kijów            |                                                                                                 |
| Wygrana | 8-0    | Oleg Bagow (2-1)                | Decyzja (jednogłośna)                           | 2     | 5:00 | Golden Fist Russia                               | 10.06.2010 | Moskwa           | Powrót do wagi półśredniej                                                                      |
| Wygrana | 7-0    | Szachbułat Szamchałajew (2-0)   | Poddanie (kimura)                               | 1     | 4:36 | M-1 Challenge 2009 – Selections 9                | 03.11.2009 | Petersburg       | Powrót do wagi lekkiej                                                                          |
| Wygrana | 6-0    | Eldar Eldarow (1-0)             | TKO (ciosy pięściami)                           | 2     | 2:44 | Tsumada Fighting Championship 3                  | 08.08.2009 | Agwali           | Finał turnieju CFC                                                                              |
| Wygrana | 5-0    | Said Ahmied (0-0)               | TKO (ciosy pięściami)                           | 1     | 2:05 | Tsumada Fighting Championship 3                  | 08.08.2009 | Agwali           | Półfinał turnieju CFC, Debiut w wadze półśredniej                                               |
| Wygrana | 4-0    | Szamil Abdulkerimow (0-0)       | Decyzja (jednogłośna)                           | 2     | 5:00 | Pankration Atrium Cup                            | 11.10.2008 | Moskwa           | Finał turnieju PAC                                                                              |
| Wygrana | 3-0    | Ramazan Kurbanismaiłow (0-0)    | Poddanie (duszenie trójkątne rękoma)            | 2     | 5:00 | Pankration Atrium Cup                            | 11.10.2008 | Moskwa           | Półfinał turnieju PAC                                                                           |
| Wygrana | 2-0    | Magomied Magomiedow (0-4)       | Decyzja (jednogłośna)                           | 2     | 5:00 | Pankration Atrium Cup                            | 11.10.2008 | Moskwa           | Ćwierćfinał turnieju PAC                                                                        |
| Wygrana | 1-0    | Vüsal Bayramov (0-0)            | Poddanie (duszenie trójkątne)                   | 1     | 2:20 | CSFU: Champions League                           | 13.09.2008 | Połtawa          | Debiut w MMA                                                                                    |